# Liste der Stolpersteine in Arnsberg

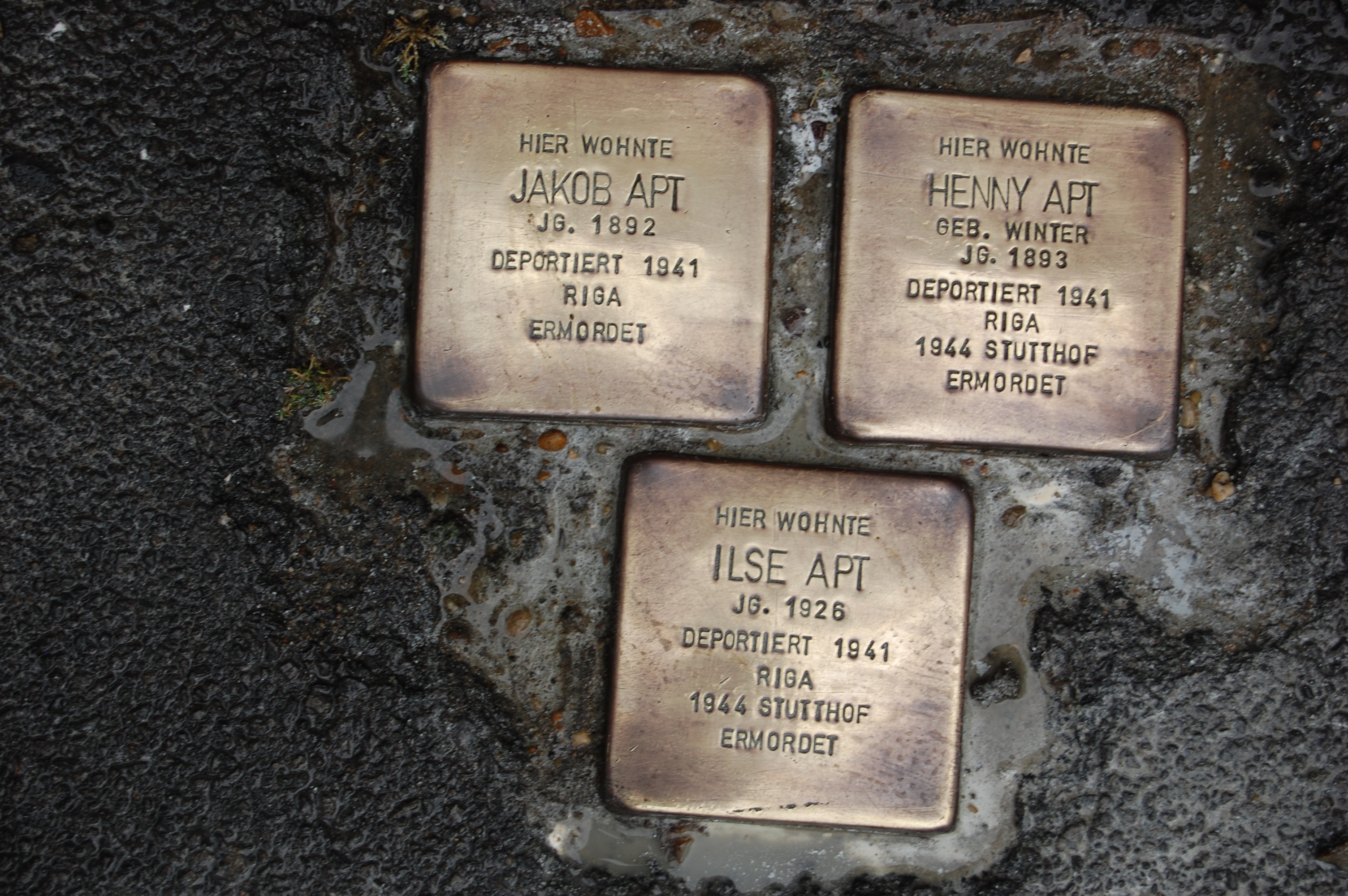
Stolpersteine zur Erinnerung an die Familie Apt

Die Liste der Stolpersteine in Arnsberg führt die Stolpersteine in den Stadtteilen Arnsberg, Neheim und Hüsten auf. Da nicht alle jüdischen Opfer des Holocaust in der Stadt durch Stolpersteine abgedeckt sind, werden auch die Namen der übrigen Opfer aufgeführt.

## Geschichte

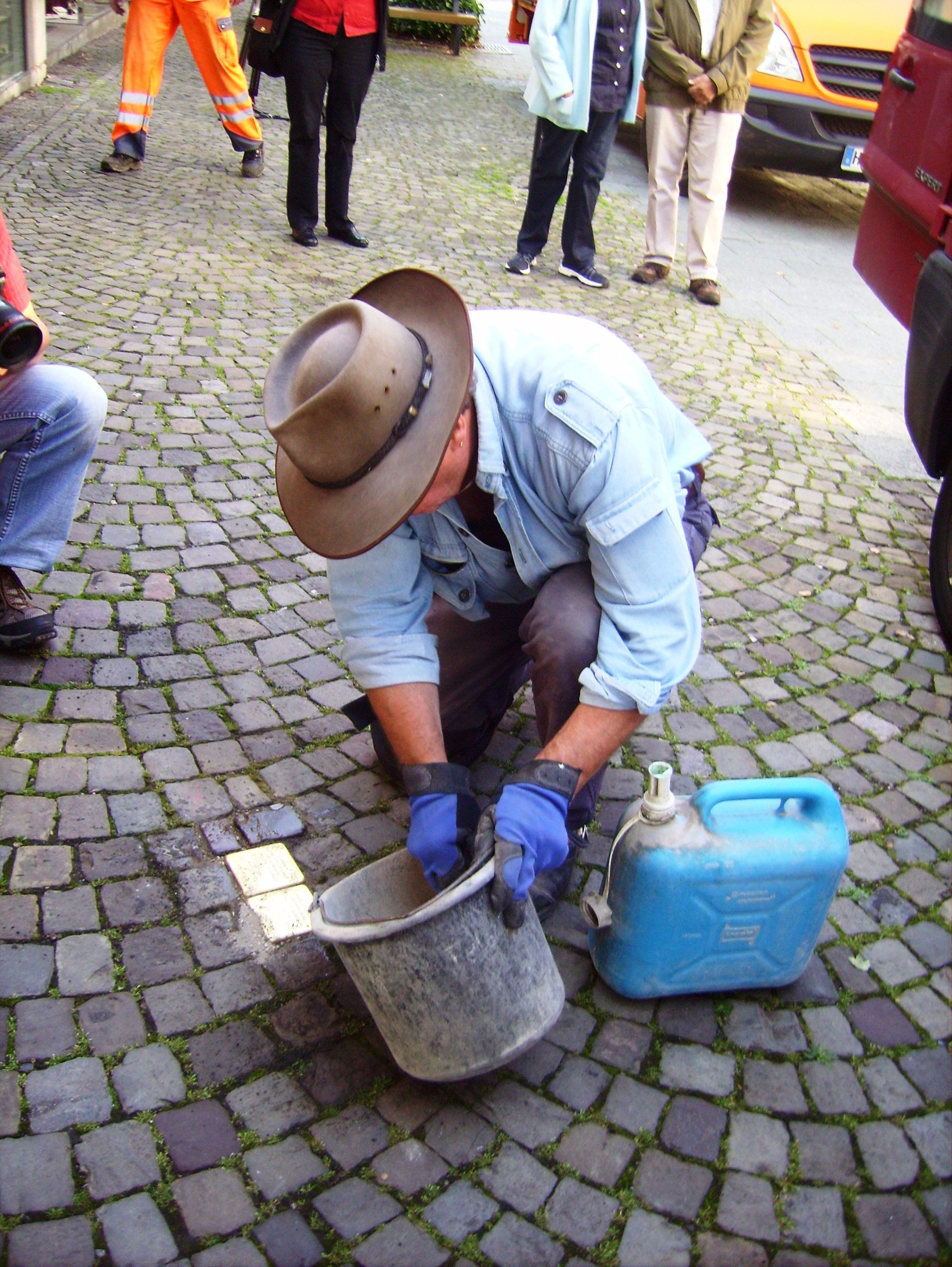
Gunter Demnig beim Verlegen von Stolpersteinen auf dem Steinweg in Arnsberg 3

Auf dem jüdischen Friedhof in Arnsberg wurde 1973 anlässlich der Woche der Brüderlichkeit ein Gedenkstein für die jüdischen Opfer aufgestellt.
Auf den Friedhöfen in Hüsten und Neheim wurden 1988 Gedenksteine enthüllt. Insbesondere seit Beginn des neuen Jahrtausends gab es von politischer und religiöser Seite weitere Bestrebungen in dieser Hinsicht. In Oeventrop wurde 2002 an der Kirchstraße eine Gedenktafel für die zwölf jüdische Opfer aus dem Ort angebracht. Auf private Initiative wurde auf dem Friedhof Rumbecker Holz eine Gedenktafel „Allen Opfern von Krieg und Verteidigung, Terror und Gewalt“ eingeweiht.
Die Idee, eine zentrale Erinnerungsstätte für die Opfer des Holocaust einzurichten, wurde wegen der dezentralen Struktur der Stadt verworfen. Stattdessen wurde die Anbringung von Gedenktafeln an möglichst zentraler Stelle in den Ortsteilen Arnsberg, Neheim, Oeventrop und Hüsten beschlossen. Die Tafeln sind nach den Synagogengemeinden Arnsberg, Neheim und Hüsten geordnet und enthalten die Namen von 153 jüdischen Opfern des Holocaust.

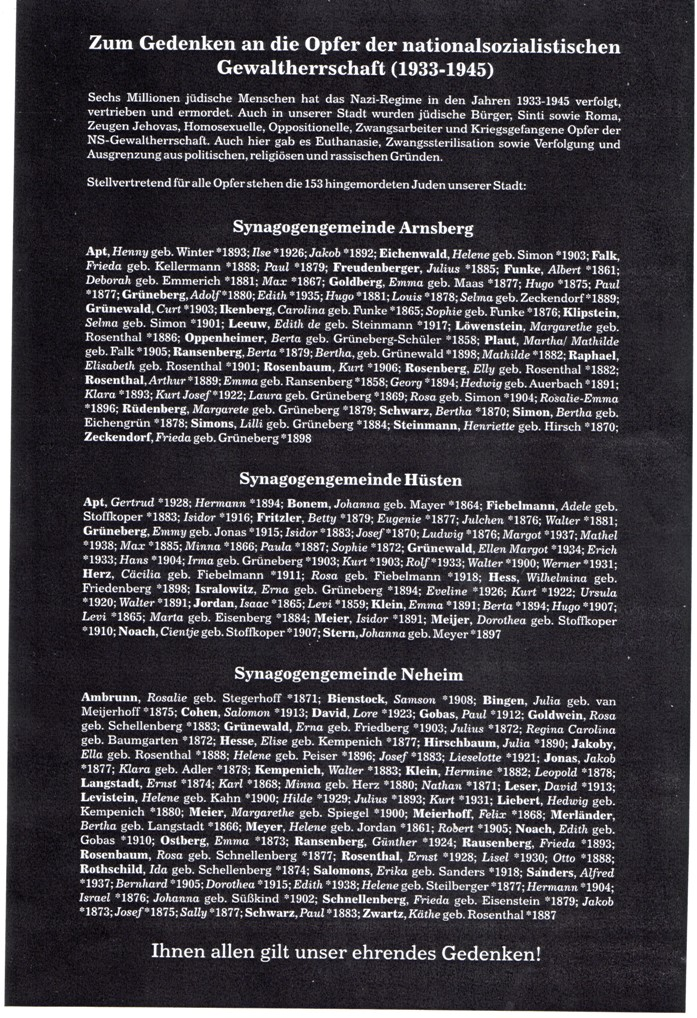
Gedenktafel für die ermordeten Arnsberger Juden

Leider ist es nach Auskunft des Bundesarchivs nicht möglich die Namen aus weiteren Opfergruppen wie Opfer von Euthanasie, Sinti und Roma, Zeugen Jehovas, Homosexuelle auch nur annähernd vollständig zu erfassen. Daher stehen die Namen der jüdischen Opfern auf den Gedenktafeln auch für andere Opfergruppen.
Außerdem wurde die Idee aufgegriffen sich an dem Stolpersteinprojekt des Künstlers Gunter Demnig zu beteiligen. In einem ersten Schritt wurden 2010 vom Künstler selbst an zur Zeit zwölf Standorten zusammen dreiundzwanzig Stolpersteine verlegt. Damit bekommt der anonyme Massenmord ein individuelles Gesicht. Dass Verlegen weiterer Stolpersteine ist möglich, aber in vielen Fällen ist es schwierig den Opfern konkrete Plätze oder Gebäude zuzuordnen. Zur Zeit lassen sich maximal noch fünfzehn weitere Standorte für Stolpersteine ausmachen.

## Liste der jüdischen Opfer der Holocaust
(Quelle:)

### Synagogengemeinde Arnsberg
Apt, Jakob *1892; Henny geb. Winter *1893;Ilse *1926; de Leeuw, Edith geb. Steinmann *1917; Eichenwald, Helene geb. Simon *1903; Falk, Frieda geb. Kellermann *1888; Paul *1879; Freudenberger, Julius *1885; Funke, Albert *1861; Max *1867; Deborah geb. Emmerich *1881; Sophie *?; Goldberg. Hugo *1875; Emma geb. Maas *1877; Paul *1877; Grüneberg, Selma geb. Zeckendorf *1889; Adolf *1880;
Louis *1878; Grünewald, Curt *1903; Hans *1904; Walter *1900; Klein, Marta *1884; Klipstein, Selma geb. Simon *1901; Oppenheimer, Berta geb. Grüneberg-Schüler *1858; Plaut, Martha geb. Falk *1905; Ransenberg, Berta *1879; Mathilde *1882; Raphael, Elisabeth geb. Rosenthal *1901; Rosenbaum, Kurt *1906; Rosenberg, Elly geb. Rosenthal *1882; Rosenthal, Arthur *1899; Kurt Josef *1922; Emma geb. Ransenberg *1858; Klara *1893; Georg *1894; Hedwig geb. Auerbach *1891; Rosa geb. Simon *1904; Rosalie-Emma *1896; Rüdenberg, Margarete geb. Grüneberg *1879; Schwarz, Bertha *1870; Simon, Bertha *1878; Simons, Lilli geb. Grüneberg *1884;
Steinmann, Henriette geb. Hirsch *1870; Zeckendorf, Frieda geb. Grüneberg *1898

### Synagogengemeinde Hüsten
Apt, Gertrud *1928; Hermann *1894; Bonem, Johanna geb. Mayer *1864; Fiebelmann, Adele geb. Stoffkoper *1883; Isidor *1915?; Fritzler, Julchen *1876; Eugenie *1878; Betty *1879; Grüneberg, Emmy *1915; Isidor *1883; Max *1885; Paula *1887;
Grünewald, Irma geb. Grüneberg *1903; Kurt *1913?; Rolf *?; Walter *1900; Werner *1931; Herz, Cäcilia geb. Fiebelmann *1911; Rosa geb. Fiebelmann *1918; Hess, Wilhelmina geb. Friedenberg *1898; Israelowitz, Erna geb. Grüneberg *1894;
Eveline *1926; Kurt *1922; Ursula *1920; Walter *1891; Jordan, Levi *1859; Klein,
Berta *1894; Hugo *1907; Levi *1865; Ransenberg, Bertha geb. Grünewald *1870; Julius *um 1880; Ruth *1935;

### Synagogengemeinde Neheim
Cohen, Salomon *1913; David, Lore *1923; Margot *1915; Gobas, Paul *1912; Grüneberg, Adolf *1880; Margot *1937; Grünewald, Ellen Margot *1934; Erna geb. Friedberg *1903; Hans *1904; Julius *1872; Regina geb. Baumgarten *1872; Hirschbaum, Julia (?); Jakobi, Helene *1896; Josef *1883; Lieselotte *1921; Jonas,
Jakob *1877; Klara geb. Adler *1878; Kausenberg, Frieda *1894; Langstadt, Minna geb. Hertz *1880; Leser, David *1913; Levistein, Helene geb. Kahn *1900; Hilde *1929; Julius *1893; Kurt *1931; Meijer, Dorothea geb. Stoffkoper *1910; Noach,
Cientje geb. Stoffkoper *1907; Edith geb. Gobas *1910; Ransenberg, Günther *1924;
Rosenthal, Ernst *1928; Liesel *1930; Otto *1888; Salomons, Erika geb. Sanders *1918; Sanders, Alfred *1937; Bernhard *1905; Dorothea *1915; Edith *1938; Helene geb. Steilberger *1877; Hermann *1904; Israel *1876; Johanna geb. Süßkind 1902;
Schnellenberg, Frieda, geb. Eisenstein *1879; Jakob *1873; Josef *1875; Sally *1877

## Stolpersteine
| Nr. | Person               | Straße                             | Stadtteil | Inschrift | weitere Informationen | Bild |
| --- | -------------------- | ---------------------------------- | --------- | --- | --- | ---- |
| 1   | Henny Apt            | Hellefelderstraße 39 (Standort)    | Arnsberg  | Hier wohnte Henny Apt Geb. Winter Jg. 1883 Deportiert 1941 Riga 1944 Stutthof Ermordet                           | Sie war eine geborene Winter und wurde in Mönchengladbach geboren (22. März 1893). Sie war Hausfrau. Sie wurde von Düsseldorf aus am 11. Dezember 1941 nach Riga und von dort am 1. Oktober in das KZ Stutthof deportiert. Dort wurde sie ermordet.                                                |      |
| 2   | Jakob Apt            | Hellefelderstraße 39 (Standort)    | Arnsberg  | Hier wohnte Jakob Apt Jg. 1892 Deportiert 1941 Riga Ermordet                                                     | Er wurde in Niederaula geboren (26. Dezember 1892) und war Kaufmann. Er lebte in Arnsberg und in Sankt Tönis. Er war von November 1938 bis 21. Dezember im Konzentrationslager Sachsenhausen inhaftiert. Er wurde von Düsseldorf aus am 11. Dezember 1941 nach Riga deportiert und ist umgekommen. |      |
| 3   | Ilse Apt             | Hellefelderstraße 39 (Standort)    | Arnsberg  | Hier wohnte Ilse Apt Jg. 1926 Deportiert 1941 Riga 1944 Stutthof Ermordet                                        | Sie wurde in Arnsberg geboren (20. April 1926) und war Schülerin. Sie lebte in Arnsberg und Dortmund. Sie wurde von Düsseldorf aus am 11. Dezember 1941 nach Riga deportiert und kam am 1. Oktober 1944 in das KZ Stutthof. Dort wurde sie ermordet.                                               |      |
| 4   | Bertha Schwarz       | Königsstraße 7 (Standort)          | Arnsberg  | Hier wohnte Bertha Schwarz Jg. 1870 Deportiert 30.8.1942 Theresienstadt Ermordet 15.1.1943                       | Sie war Hausfrau und ist 1938 nach Breslau verzogen. Am 10. März 1942 wurde sie in das Lager Rybnik und von dort aus am 27. August 1942 in das KZ Theresienstadt deportiert. Sie wurde am 15. Januar 1943 ermordet.                                                                                |      |
| 5   | Debora Funke         | Steinweg 8 (Standort)              | Arnsberg  | Hier wohnte Debora Funke geb. Emmerich Jg. 1881 Deportiert 1943 Ermordet 1945 in Auschwitz                       | Sie war eine geborene Emmerich und wurde in Freienohl (20. Oktober 1881) geboren und war Hausfrau. Im Jahr 1938 emigrierte sie in die Niederlande und wurde von dort aus 1943 in das Vernichtungslager Auschwitz deportiert und wurde dort ermordet.                                               |      |
| 6   | Emma Goldberg        | Steinweg 12 (Standort)             | Arnsberg  | Hier wohnte Emma Goldberg Geb. Maas Jg. 1877 Deportiert 19.7.1942 Theresienstadt Ermordet 15.5.1944 Auschwitz    | Sie war eine geborene Maas und wurde in Borgholzhausen geboren (9. April 1877). Sie war Hausfrau. Sie ist 1940 nach Hamburg verzogen und wurde von dort aus am 19. Juli 1942 in das Ghetto Theresienstadt deportiert. Sie wurde am 15. Mai 1944 im Vernichtungslager Auschwitz ermordet.           |      |
| 7   | Hugo Goldberg        | Steinweg 12 (Standort)             | Arnsberg  | Hier wohnte Hugo Goldberg Jg. 1875 Deportiert 19.7.1942 Theresienstadt Ermordet 3.11.1943                        | Er wurde in Arnsberg geboren (17. Dezember 1875) und war Kaufmann. Er ist 1940 nach Hamburg verzogen und wurde von dort aus am 19. Juli 1942 in das KZ Theresienstadt deportiert. Er starb dort am 3. November 1943                                                                                |      |
| 8   | Julie Fritzler       | Heinrich-Lübke-Straße 4 (Standort) | Hüsten    | Hier wohnte Julie Fritzler Jg. 1876 Deportiert 1942 Piaski Ermordet                                              | Sie wurde in Hüsten geboren (26. April 1876) und lebte später in Aachen. Von Düsseldorf aus wurde sie am 22. April 1942 in das Ghetto Izbica oder Piaski deportiert |      |
| 9   | Betty Fritzler       | Heinrich-Lübke-Straße 4 (Standort) | Hüsten    | Hier wohnte Betty Fritzler Jg. 1879 Deportiert 1942 Izbica Ermordet                                              | Sie wurde in Hüsten geboren (4. Februar 1879) und lebte später in Aachen. Von Düsseldorf aus wurde sie am 22. April 1942 in das Ghetto Izbica deportiert. |      |
| 10  | Eugenie Fritzler     | Heinrich-Lübke-Straße 4 (Standort) | Hüsten    | Hier wohnte Eugenie Fritzler Jg. 1877 Deportiert 1942 Piaski Ermordet                                            | Sie wurde in Hüsten geboren (26. Dezember 1877) und lebte später in Berlin. Von dort wurde sie am 28. März 1942 in das Ghetto Piaski deportiert |      |
| 11  | Walter Isac Fritzler | Heinrich-Lübke-Straße 4 (Standort) | Hüsten    | Hier wohnte Walter Isac Fritzler Jg. 1881 Deportiert 25.11.1941 Kowno Ermordet 29.11.1941                        | Er wurde in Hüsten geboren (18. Juli 1881) und lebte später in Breslau. Von dort wurde er am 25. November 1941 in das Ghetto Kowno (Kauen), Fort IX, deportiert. Hier starb er am 29. November 1941.                                                                                               |      |
| 12  | Hermann Apt          | Kampstraße 4 (Standort)            | Hüsten    | Hier wohnte Hermann Abt Jg. 1894 Deportiert 1941 Ermordet 1943 in Łodz                                           | Er wurde in Niederaula geboren, lebte in Hüsten und danach in Köln. Im Jahr 1938 war er im KZ Sachsenhausen inhaftiert. Von Köln aus wurde er in das Ghetto Litzmannstadt deportiert und im Vernichtungslager Kulmhof am 10. September 1942 ermordet.                                              |      |
| 13  | Gertrud Apt          | Kampstraße 4 (Standort)            | Hüsten    | Hier wohnte Gertrud Abt Jg. 1928 Deportiert 1941 Łodz Ermordet 28.6.1944 Chelmno                                 | Sie wurde in Neheim geboren (25. August 1928) und lebte in Hüsten und später in Köln. Von dort aus wurde sie am 30. Oktober 1941 in das Ghetto Litzmannstadt deportiert. Am 28. Juni wurde sie im Vernichtungslager Kulmhof ermordet.                                                              |      |
| 14  | Levi Jordan          | Marktstraße 7 (Standort)           | Hüsten    | Hier wohnte Levi Jordan Jg. 1859 Deportiert 1942 Theresienstadt Ermordet 25.8.1942 Theresienstadt                | Jordan, Levi Louis wurde in Hüsten geboren (21. Juli 1859) und flüchtete 1936 nach Düsseldorf. Von dort aus wurde er am 21. Juli 1942 in das Ghetto Theresienstadt deportiert. |      |
| 15  | Isaac Julius Jordan  | Marktstraße 7 (Standort)           | Hüsten    | Hier wohnte Isaac Julius Jordan Jg. 1865 Deportiert 1942 Theresienstadt Ermordet 30.8.1942                       | Er wurde in Hüsten geboren (29. November 1865) und wohnte in Hamm i. Westf. Er wurde von Dortmund am 29. Juli 1942 in das Ghetto Theresienstadt deportiert. |      |
| 16  | Lore David           | Mendener Straße 5 (Standort)       | Neheim    | Hier wohnte Lore David Jg. 1923 Deportiert 1942 Ermordet in Auschwitz                                            | Sie wurde in Neheim am 1. April 1923 geboren. Sie wurde von Berlin am 29. November 1942 in das Konzentrations- und Vernichtungslager Auschwitz deportiert. |      |
| 17  | Lisel Rosenthal      | Hauptstraße 20 (Standort)          | Neheim    | Hier wohnte Lisel Rosenthal Jg. 1930 Deportiert 1942 Ermordet in Auschwitz                                       | Sie wurde in Dortmund geboren (16. Dezember 1930) und lebte später in Neheim. Sie wurde am 9. Januar 1942 zunächst zu einem unbekannten Ziel deportiert. Sie wurde 1943 im Vernichtungslager Auschwitz ermordet                                                                                    |      |
| 18  | Otto Rosenthal       | Hauptstraße 20 (Standort)          | Neheim    | Hier wohnte Otto Rosenthal Jg. 1888 Deportiert 1943 Ermordet in Auschwitz                                        | Er wurde in Neheim geboren (23. Februar 1888) und lebte auch weiter dort. Er war bis zum 16. Dezember 1938 im KZ Sachsenhausen inhaftiert. Über verschiedene Umwege wurde er am 1. März 1943 in das Vernichtungslager Auschwitz oder in das Ghetto Theresienstadt deportiert.                      |      |
| 19  | Ernst Rosenthal      | Hauptstraße 20 (Standort)          | Neheim    | Hier wohnte Ernst Rosenthal Jg. 1928 Deportiert 1943 Ermordet in Auschwitz                                       | Er wurde in Dortmund geboren (1. Oktober 1928) und lebte später in Neheim. Er wurde am 1. März 1943 in das Vernichtungslager Auschwitz transportiert und dort ermordet. |      |
| 20  | Frieda Schnellenberg | Hauptstraße 30 (Standort)          | Neheim    | Hier wohnte Frieda Schnellenberg geb. Eisenstein Jg. 1879 Deportiert 29.7.1942 Theresienstadt Ermordet 23.4.1943 | Sie war eine geborene Eisenstein und wurde in Bergheim bei Höxter geboren (13. Januar 1879). Später lebte sie in Neheim. Sie wurde am 29. Juli 1942 in das Ghetto Theresienstadt deportiert und ist dort am 23. April 1943 verstorben.                                                             |      |
| 21  | Jakob Schnellenberg  | Hauptstraße 30 (Standort)          | Neheim    | Hier wohnte Jakob Schnellenberg Jg. 1873 Deportiert 29.7.1942 Theresienstadt Ermordet 14.10.1943                 | Er wurde in Messinghausen geboren (4. Mai 1873) und lebte später in Neheim. Er war bis November 1938 im KZ Sachsenhausen inhaftiert. Von Dortmund aus wurde er am 29. Juli 1942 in das Ghetto Theresienstadt deportiert, wo er am 14. Oktober 1943 verstarb.                                       |      |
| 22  | Josef Schnellenberg  | Burgstraße 4 (Standort)            | Neheim    | Hier wohnte Josef Schnellenberg Jg. 1875 Verhaftet 1939 Buchenwald Ermordet 26.6.1940                            | Er wurde in Neheim geboren (29. Juli 1875) und lebte dort auch weiter. Zwischen dem 6. März 1939 und dem 27. Juni 1940 war er im KZ Buchenwald inhaftiert, wo er auch verstarb. |      |
| 23  | Sally Schnellenberg  | Burgstraße 4 (Standort)            | Neheim    | Hier wohnte Sally Schnellenberg Jg. 1877 Deportiert 29.7.1942 Theresienstadt Ermordet 15.5.1944 Auschwitz        | Sie wurde in Neheim geboren (3. Mai 1877) und lebte dort auch weiter. Im Jahr 1938 war sie im KZ Sachsenhausen inhaftiert. Von Dortmund aus wurde sie am 29. Juli 1942 in das Ghetto Theresienstadt deportiert. Am 15. Mai 1944 wurde sie im KZ Auschwitz ermordet.                                |      |